# Ranunculus dissectifolius
Ranunculus dissectifolius är en ranunkelväxtart som beskrevs av F. Müll. och George Bentham. Ranunculus dissectifolius ingår i släktet ranunkler, och familjen ranunkelväxter. Inga underarter finns listade i Catalogue of Life.